# Fürstenau (Germania)
Fürstenau è una città di 9.812 abitanti della Bassa Sassonia, in Germania.
Appartiene al circondario (Landkreis) di Osnabrück (targa OS) ed è parte della comunità amministrativa (Samtgemeinde) di Fürstenau.